# آخرین مرحله (فیلم ۲۰۱۶)
آخرین مرحله (انگلیسی: Extremis) فیلمی کوتاه در سبک مستند، به کارگردانی دان کراوس است که در سال ۲۰۱۶ منتشر شد. این فیلم، پزشکان، خانواده‌ها و بیماران‌شان را هنگامی که تصمیم‌هایی برای پایان زندگی‌شان می‌گیرند، دنبال می‌کند.

## جوایز
- ۲۰۱۷: جایزه اسکار–جایزه اسکار بهترین فیلم مستند–نامزد[۳]